# شب عروس
شب عروس یا شب عُرس در طریقت مولویه به شب درگذشت مولانا جلال‌الدین محمد بلخی گفته می‌شود. این مراسم در خلال روزهای اول تا ۱۷‍ـُم دسامبر در شهر قونیهٔ ترکیه برگزار می‌شود.
عروس یا اروس ریشهٔ عربی ندارد و در زبان فارسی به زن تازه‌شوهرکرده می‌گویند؛ اما این واژه به عربی راه یافته و به داماد گفته می‌شود، و به زن تازه‌ازدواج‌کرده «عَریسه» می‌گویند. همچنین، در هند و ترکیه به سالگرد وفات عارفان و صوفی‌ها عروس می‌گویند که در اصل تحریف شده و تلفظ غلط «عُروج» است. اما شب عروس یا عُرس تحریف‌شدهٔ «عروج» است؛ یعنی هنگامی که روح عارف که از بدن جدا می‌شود و در آسمان به پرواز درآید، می‌گویند عروج کرد. در هندی یا ترکی به غلط «عروس» و «عوروس» تلفظ شده است که هیچ پیوندی با واژهٔ «عروس» در زبان فارسی ندارد.